# تمدن املش

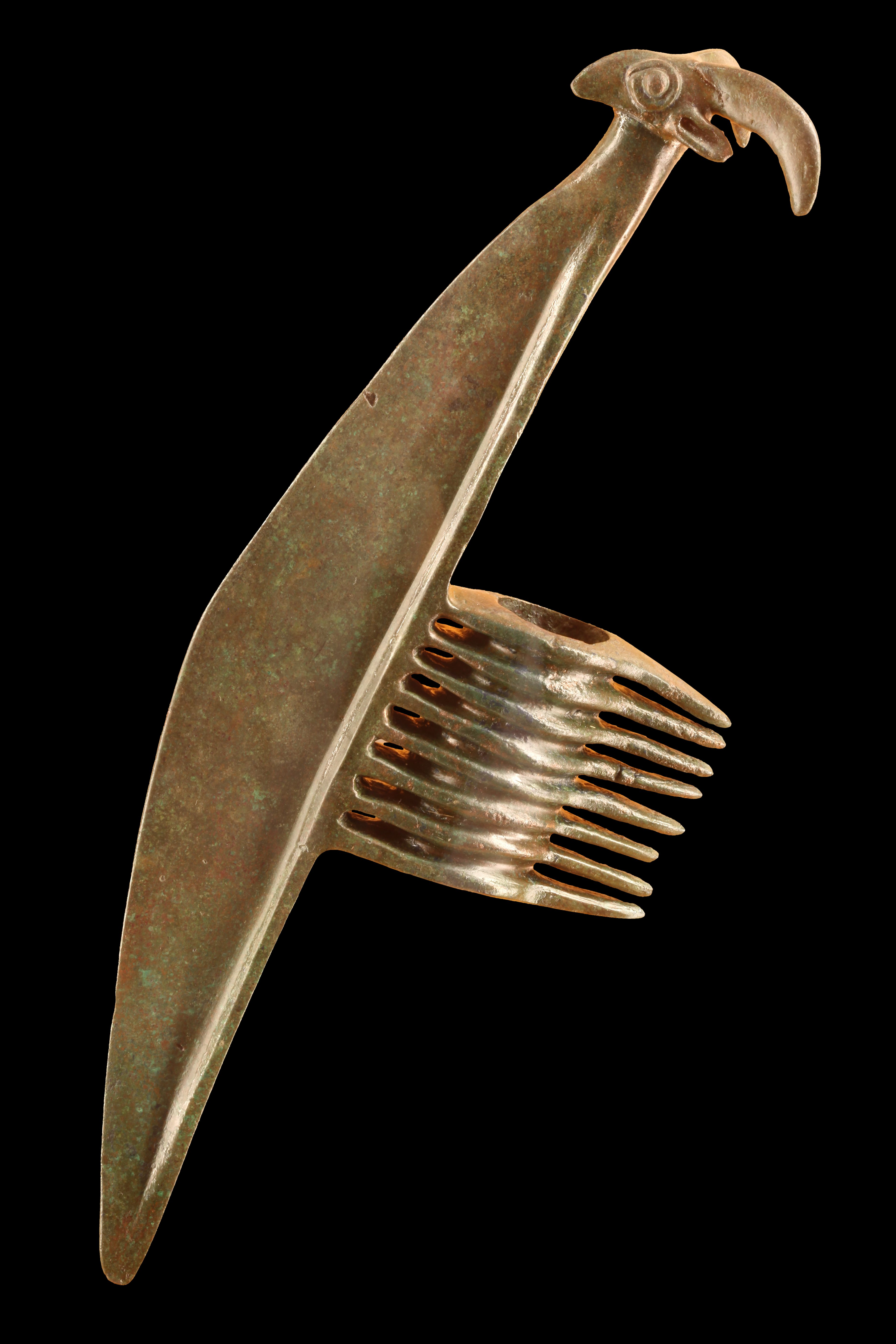
ناچخ با سر قوچ، اواخر هزاره دوم و اوایل هزاره اول قبل از میلاد، املش، ایران، موزه هنرهای زیبای لیون

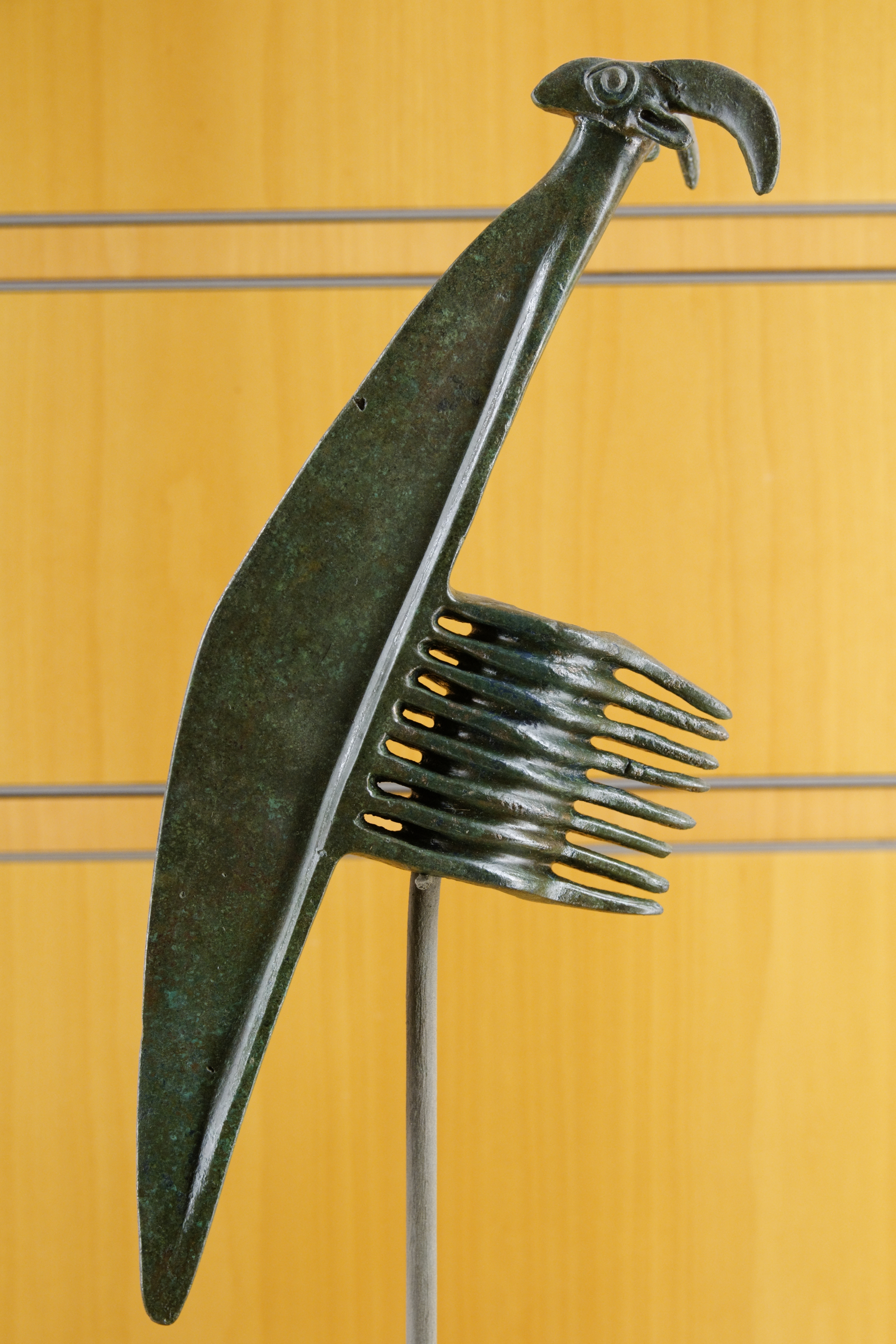
ناچخ با سر قوچ، اواخر هزاره دوم و اوایل هزاره اول قبل از میلاد، املش، ایران، موزه هنرهای زیبای لیون

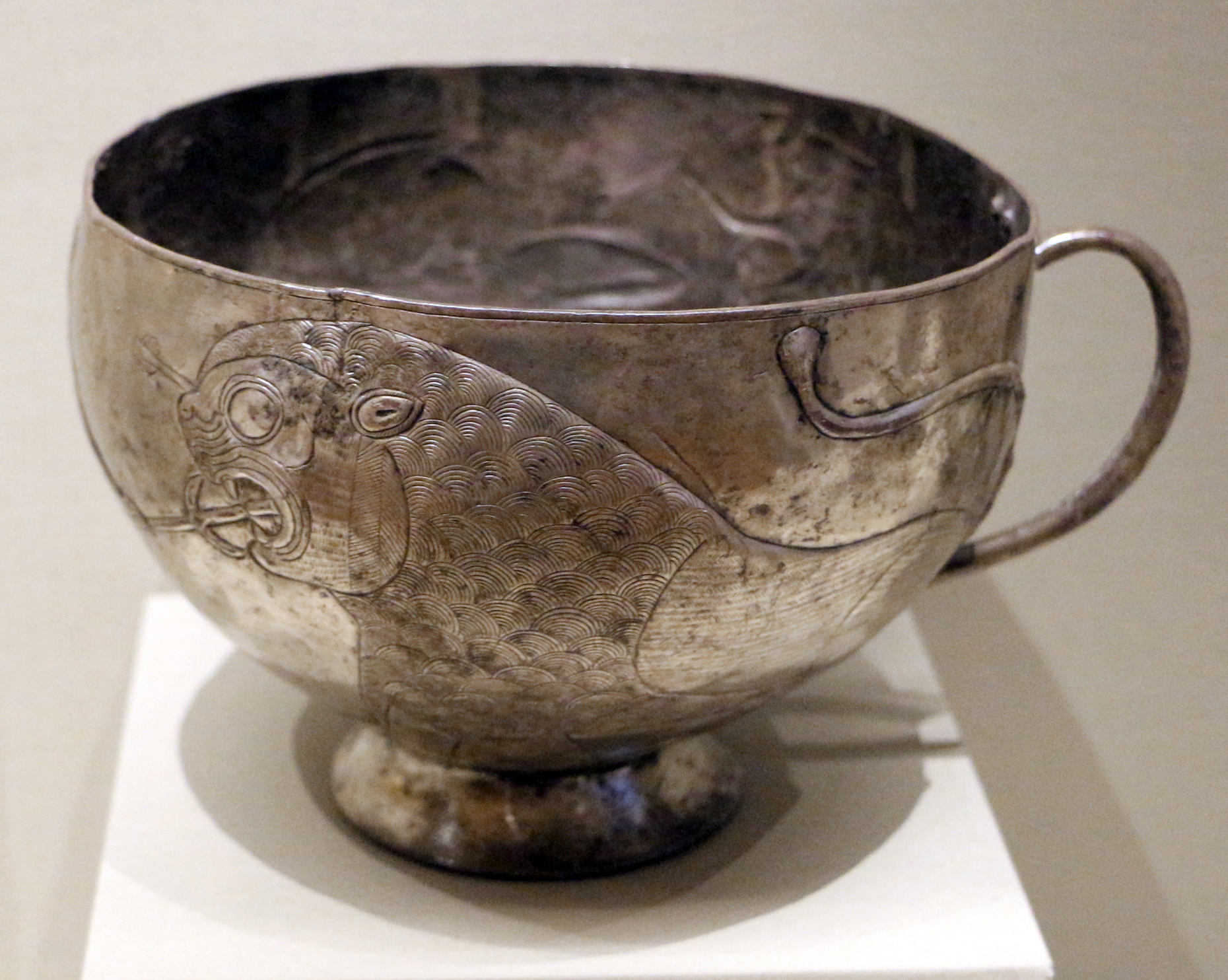
جام از املش، موزه هنر کلیولند

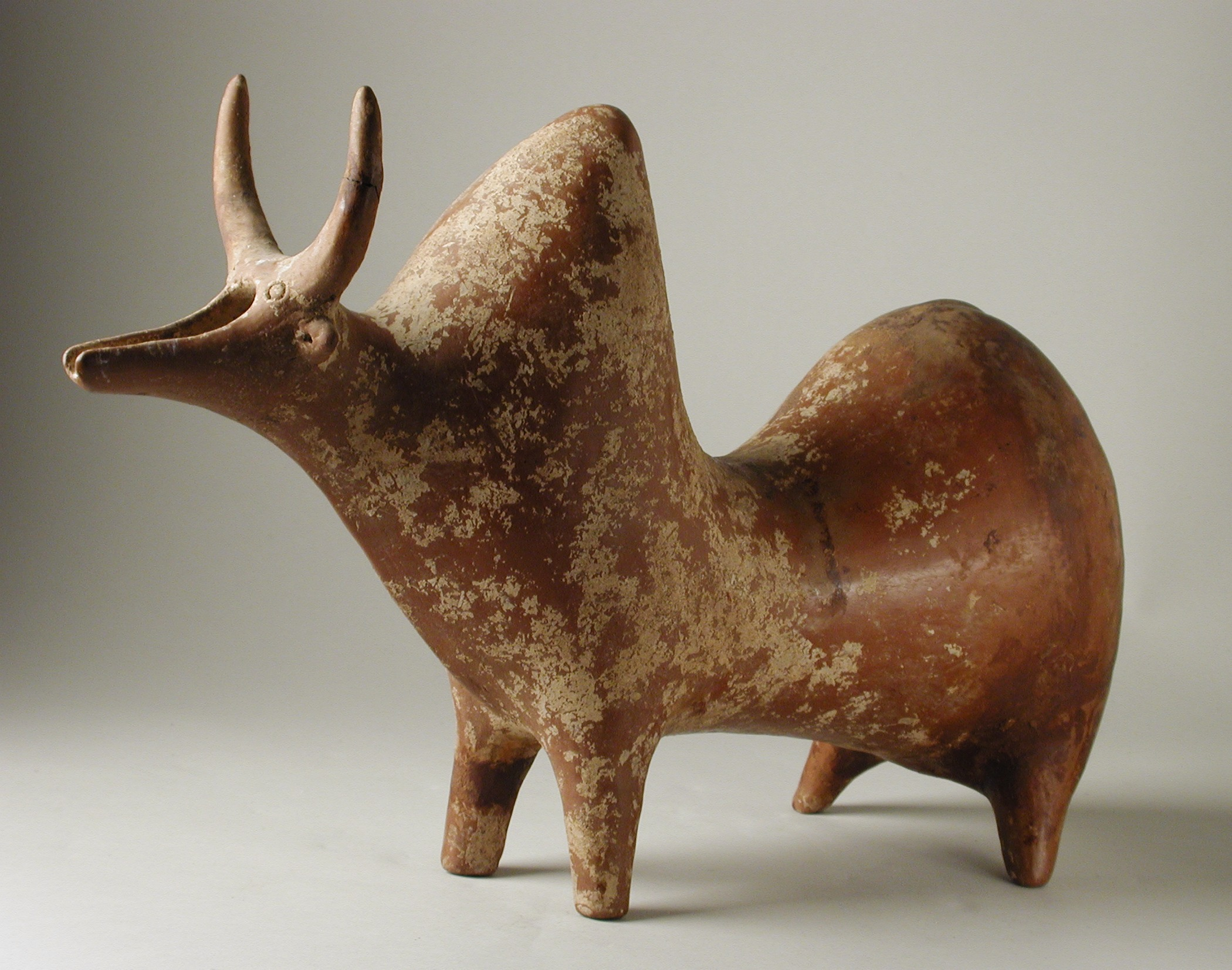
گاو کوهان دار، موزه هنر شهرستان لس آنجلس

تمدن املش یک حوزهٔ فرهنگی و باستان‌شناسی است که محدوده‌های دیلمان، رانکوه، اشکورعلیا، اشکورشوییل و بخشی از نواحی غرب مازندران را دربر می‌گرفت.

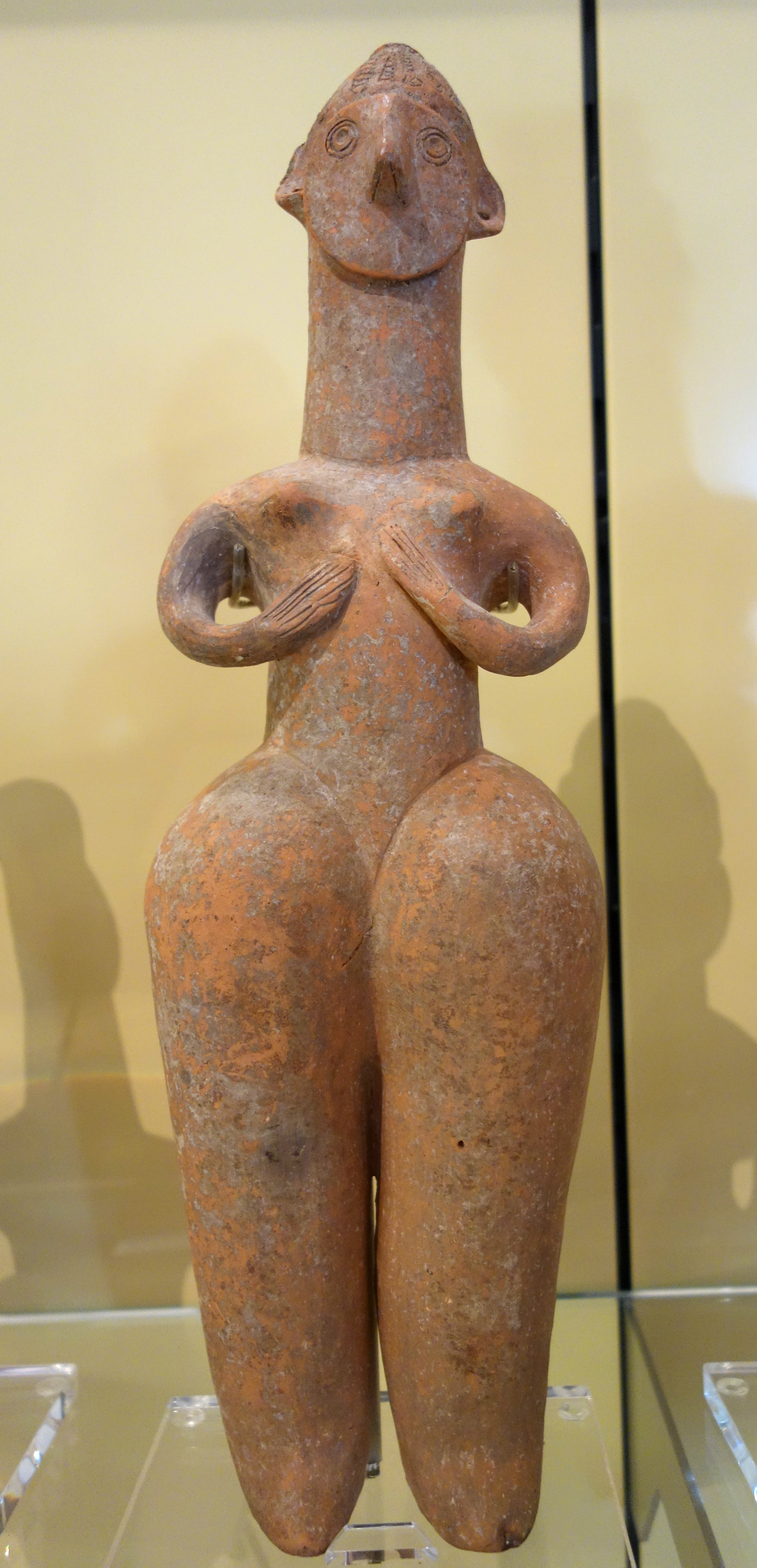
الهه مادر به سبک املش، موزه سلطنتی انتاریو

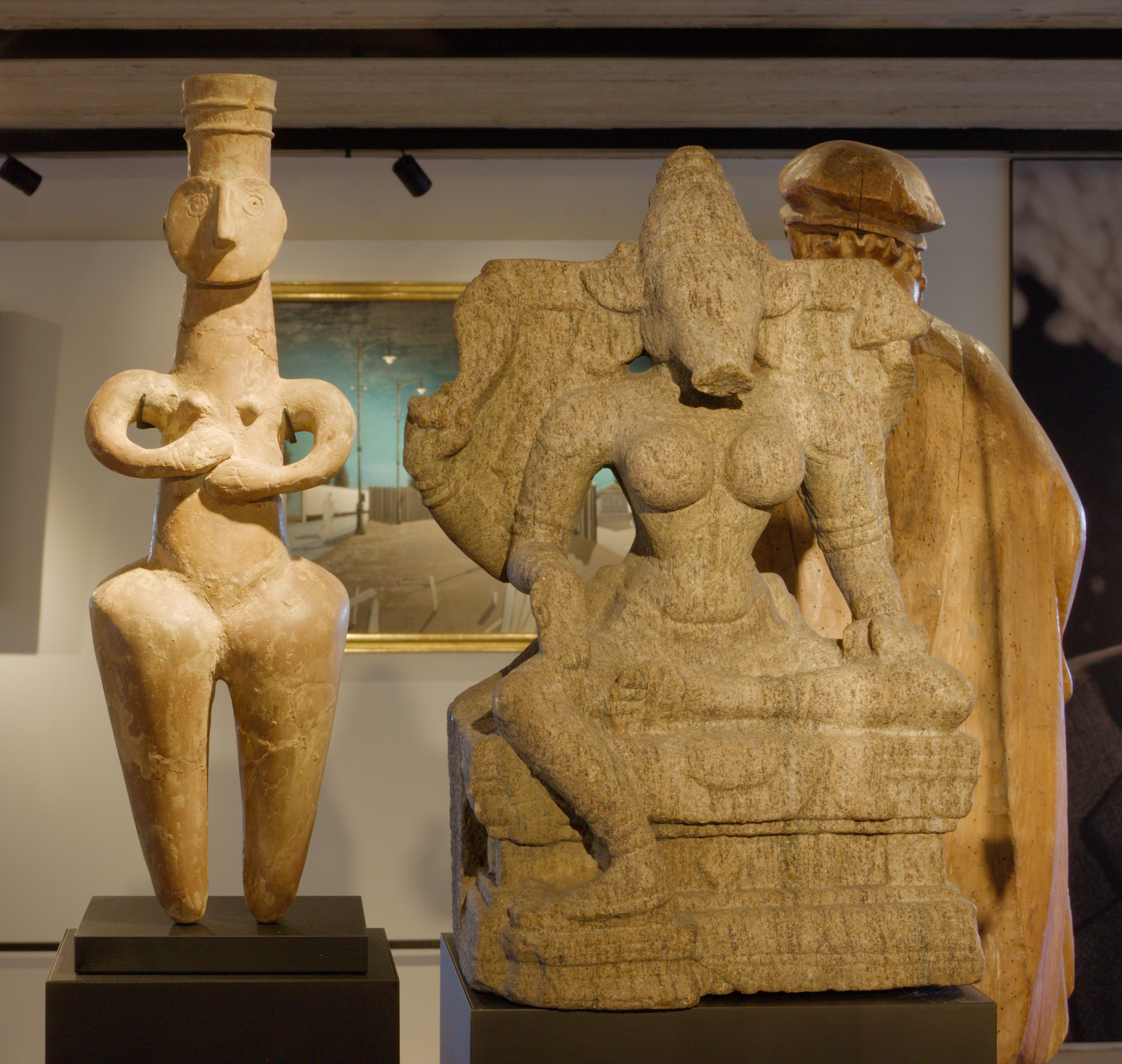
الهه (چپ) ,موزه ال، لوون، بلژیک

مجموعه بزرگی از مصنوعات باستان‌شناسی به دست آمده از کاوشهای غیرقانونی در دره‌های نزدیک املش در کوه‌های البرز نام املش را بر خود دارند. تاریخ آنها به هزاره دوم قبل از میلاد تا دوره پارتی ساسانی دانسته می‌شود گرچه اشیای موسوم به املش عموماً تاریخی حدود ۸ یا ۹ قرن قبل از میلاد دارند. از آنجا که بیشتر اشیای شناخته شده (سلاحهای برنزی و پیکره‌های حیوانات، مجسمه‌های انسانی برنزی و آجری، جامهای سفالی با تصویر حیوانات، یا ظروف با جلای سیاه، خاکستری یا نارنجی سفالی) فاقد زمینه باستان‌شناسی اند، تاریخگذاری و معنای آن مشکل است. خصوصاً در مورد سفالگریهای جلایافته، که به نظر می‌رسد سنت کم و بیش پیوسته‌ای (با تغییر رنگ از سیاه/خاکستری به زرد نخودی/نارنجی) از عصر آهن تا قرن اول پس از میلاد داشته‌است. وضعیت با تکرار انواع زیادی از اشیای با مقاصد تجاری پیچیده می‌شود، و اعتبارسنجی اشیای اصلی را دشوار می‌کند.

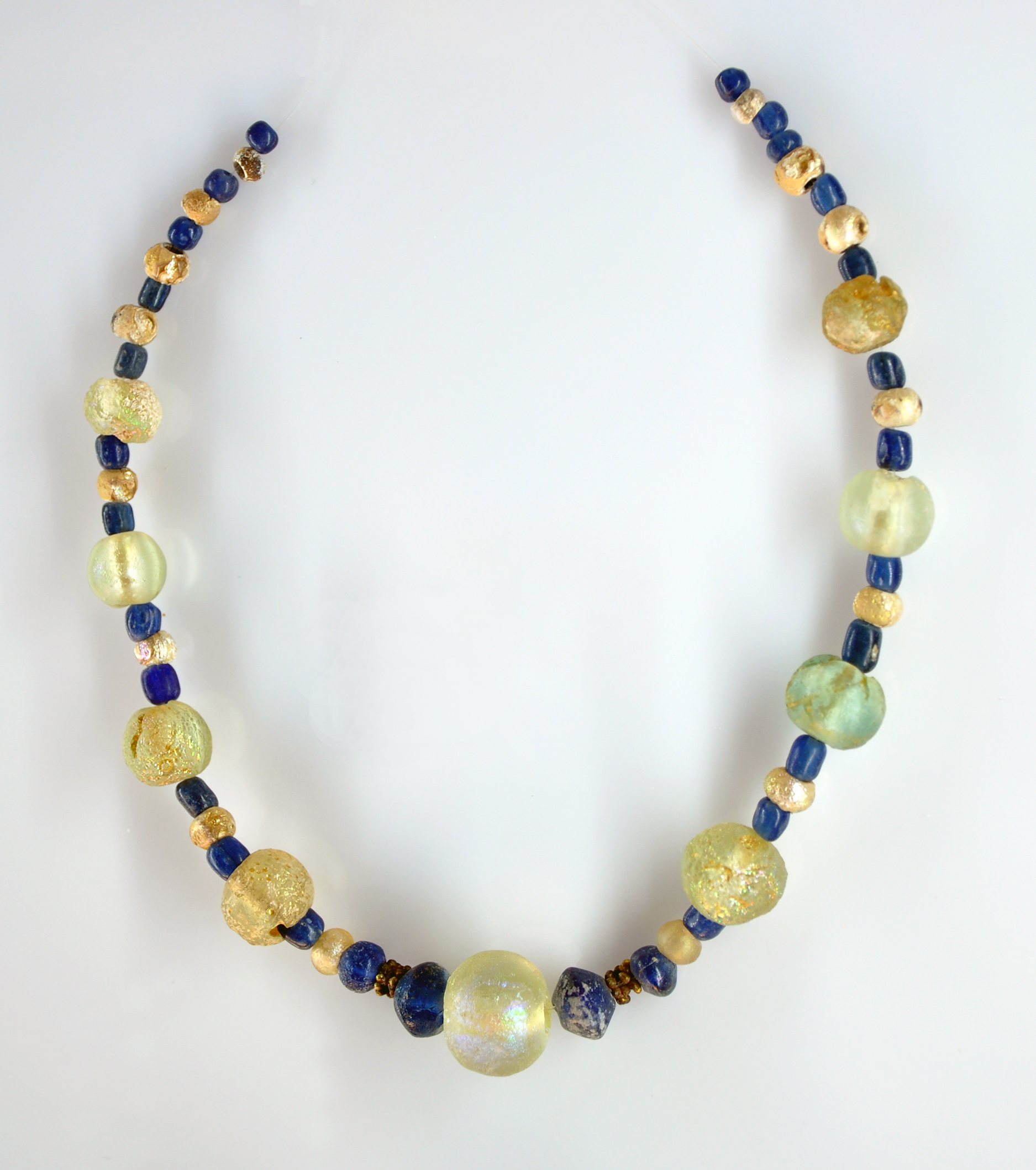
گردنبند زینتی، قرن ۸–۱۰ پس از میلاد، املش، ایران، کاوشهای انجام شده در رحمت آباد، موزه سلطنتی هنرهای زیبا، بروکسل

کاوشهای انجامی در منطقه عمومی مارلیک، کلورز، و پایگاه‌های متعددی در دیلمان قرائنی برای تاریخگذاری احتمالی انواعی از اشیا را فراهم می‌کنند. به نظر می‌رسد بیشتر اشیا متعلق به قبرستانها باشد؛ که خیلیهاشان در دوره‌های بعد مورد استفاده بودند بنابراین فقدان کاوشهای محتاطانه به عدم قطعیت باستان شناسانه می‌افزاید. قدیمی‌ترین اکتشاف مواد نوع املش در شرق در کلاردشت مازندران انجام شد و اشیای برنز طلا و سفال در ۱۹۳۴ کشف شد. یافته‌های بعدی در نزدیک روستاهای تمجان، امام و گرمابک در ۱۹۵۴ انجام شد. واژه املش و فرهنگ املش از نمایشگاه پاریس در ۱۹۶۱ رایج شد. مقابر منطقه املش ظروف جلایافته سیاه و نارنجی و گاهی سرنیزه و سنجاق سینه برنزی سه تکه داشته‌اند. گونه‌شناسی چنین اشیایی تلقین می‌کند که زمان برخی از آنها اوایل هزاره اول قبل از میلاد بوده‌است. به نظر می‌رسد یافته‌های مارلیک (که شامل ظروف نقره و طلا است) عموماً متعلق به اواخر هزاره دوم قبل میلا باشند در حالی که مقابر دیلمان در شماری از موارد متاخر تر تا دوره پارت ساسانی اند. نتیجتاً واژه املش پوشش دهنده ترکیبی از مواد و دوره‌ها است. گرچه به هنگام کاربرد با فرهنگ هیچ معنی واقعی باستان شناسانه ندارد، نشان دهنده یک منطقه جغرافیایی است که اشیای با انواع مشخصی از آن ناشی می‌شوند. اشیای منتسب به املش در نمایشگاه‌های متعددی در اروپا و آمریکا به نمایش درآمده و اغلب در کاتالوگها دیده می‌شوند.

## کتیبه‌ها
در کاوش‌های صورت گرفته در گیلان دو مورد یراق اسب کتیبه دار اورارتویی از املش مربوط به پادشاهان اورارتویی به نام منوآ (۸۱۰ ق. م) و آرگیشتی اول (۷۸۱ ق. م) توسط جرج کامرون و آی. جی گلب به دست آمده‌است و در کاوش تپه مارلیک مهرهای کتیبه دار با خط آشوری نو توسط عزت‌الله نگهبان در سال ۱۳۴۰ یافت شد و طی حفاری‌های باستانشناسی گیلان یک کتیبه اورارتویی در منطقه تالش توسط محمدرضا خلعتبری در سال ۱۳۸۰ یافت شده‌است.